# Nana (film, 2005)
A Nana (ナナ; Hepburn: Nana) egy 2005-ben rendezett japán, zenés, romantikus filmdráma, melynek alapja a 2000-ben kezdődött Nana című mangasorozat, amit Jazava Ai (矢沢あい; Hepburn: Yazawa Ai)  írt és rajzolt. A manga annyira sikeresnek bizonyult, hogy 2006-ban animesorozat is készült belőle. A 113 perc hosszúságú film adaptációt a Tokyo Broadcasting System készítette, amelyet 2005. szeptember 3-án Japánban mutattak be először. Rendezője Ótani Kentaró  (大谷健太郎; Hepburn: Ōtani Kentarō) Japán Filmakadémia (日本アカデミー賞, Hepburn: Nihon akademīshō) díjas japán filmrendező. Forgalmazója a Tóhó stúdió, melynek a filmből származó jegyirodai bevétele bruttó 33 154 571$ volt. A bevételi összeg nagysága miatt a film megjelenése után több hétig tartotta pozícióját a TOP 10-es filmbevételi lista  első 3 pozíciójának valamelyikén. A folytatás és egyben utolsó rész 2006. december 9-én jelent meg Japánban, Nana 2 címmel, 115 perces játékidővel.

## Cselekmény
„Amikor 16 éves vagy, mindenkibe beleszeretsz. 17 évesen megismersz valakit, akit különlegesnek hiszel, de hamar 18 leszel, és már túl is vagy az első csalódáson. Mire betöltöd a 19-et, megtalálod azt, akit mindig is kerestél, de az érzések gyorsan változnak, és 20 évesen újra kezdenél mindent. De legbelül tudod, hogy valaki csak rád vár.”

– https://www.citatum.hu/

A film két igencsak különböző jellemű lány kalandos történetét és egymáshoz fűződő viszonyát mutatja be. Kettejükben gyakorlatilag semmi közös nincs, kivéve azt, hogy ugyanazon a napon, ugyanazzal a vonattal, ugyanoda – Tokióba – utaznak egy céllal; új életet kezdeni, valamint azt, hogy ugyanabban a korban vannak és mindkettejüket Nanának hívják. A vonaton történt találkozás után mindenki indul a maga dolgára; Ószaki Nana – a punk, magabiztosságot sugárzó énekesnő, akinek erősen sminkelt arca és Vivienne Westwood ékszerei mögött sebzett lélek lakozik – elindul azon az úton, hogy híres énekesnővé váljon. A szeleburdi, bolondos, állandóan szerelmes, vidékről Tokióba költöző Komacu Nana célja pedig az, hogy barátjával Endó Sódzsival boldogan éljenek, amíg meg nem halnak. 
Sódzsi az együttélést azonban nem ennyire együtt gondolta, emiatt Nanának olcsó albérlet után kellett néznie. Ebben segít neki a kedves, idős, ingatlanokkal foglalkozó Andó bácsi, aki megmutatta neki az ódon lakóházban található 707-es lakást. Az ikonikus, 707-es lakásban keresztezi ismét egymást a két Nana útja; Jokoi, szintén ingatlanokkal foglalkozó fiatalember Ószaki Nanának ajánlotta a lakást. A két lány miután úgy dönt, hogy mindketten kiveszik a lakást, tanúi lesznek egymás ügyes-bajos dolgainak és fontos részévé válnak egymás életének.

## Szereplők
| Karakter                 | Színész            |
| ------------------------ | ------------------ |
| Ószaki Nana              | Nakasima Mika      |
| Komacu "Hacsi" Nana      | Mijazaki Aoi       |
| Terasima Nobu            | Narijima Hiroki    |
| Okazaki "Sin" Sinicsi    | Macujama Kenicsi   |
| Takagi "Jaszu" Jaszusi   | Marujama Tomomi    |
| Hondzsó Ren              | Macuda Rjúhei      |
| Szerizava Reira          | Ito Juna           |
| Icsinosze Takumi         | Tamajama Tecudzsi  |
| Fudzsieda Naoki          | Mizutani Momoszuke |
| Endó Sódzsi              | Hiraoka Jűta       |
| Takakura Kjoszuke        | Takajama Takehisza |
| Szaotome "Dzsun" Dzsunko | Nosze Anna         |
| Kavamura Szacsikó        | Szaeko             |
| Szató Koicsi             | Koga Mickey        |

## Filmzene
A film annak köszönhetően, hogy egész Ázsiában nagyszámú rajongótáborra tett szert, nagyban hozzájárult Nakasima Mika (中島 美嘉; Hepburn: Nakashima Mika) színész és énekesnőnek ahhoz, hogy elérje karrierje csúcsát. Ezt a "Glamorous Sky" című betétdalnak köszönheti, amit kifejezetten a filmben szereplő Black Stones zenekar debütáló zeneszámának készítettek. A zeneszámon, olyan híres, szakmájukban elismert személyek dolgoztak, mint a híres japán mangaművész, aki a film alapjául szolgáló mangát is rajzolta Jazava Ai (矢沢あい; Hepburn: Yazawa Ai) (dalszöveg), a Vamps együttes frontembere Hideto Takarai (寶井 秀人; Hepburn: Hideto Takarai), művésznevén Hyde (dalszöveg megzenésítése) és  Ivaike Kazuhito (岩池 一仁;  Hepburn: Iwaike Kazuhito), művésznevén K.A.Z (zenét rendezte). A dal Nakasima első és egyetlen száma, ami elérte az Oricon toplistájának első helyét és rangos pozícióját 2 hétig is képes volt tartani. Az év végi összesített listán a 10. helyen végzett, amivel Nakasima Mika elnyerte a "2005-ös év legjobb női előadó"-jának helyét a sikerlistán. Az Oricon összesen 28 hétig, azaz 196 napig sorolta be a dalt a leghallgatottabb zeneszámok közé.
A filmbeli Trapnest zenekar énekesnőjét alakító Ito Juna (伊藤 由奈; Hepburn: Ito Yuna) színész és énekesnő karrierje is sokat köszönhet a filmnek. Egy másik betétdal, az "Endless Story" az Oriconon a második helyig jutott, csak a "Glamorous Sky" tudott rajta felülkerekedni. Ito debütáló dala az  Oricon magazinban a "2005 legszebb szerelmes dal"-aként jelent meg. Az év végi összesített listán a 20. helyen végzett.

## DVD
A Nana és folytatása, a Nana 2 a sikeres fogadtatás után, 2006. március 3-án többféle DVD-n  is megjelent. Mindkét film DVD változata elérhető alap és speciális kiadásban. A speciális kiadás  100 percnyi extra tartalmakkal kapható (bónusz jelenetek, filmből kihagyott jelenetek, bepillantás a film készítésébe, saját készítésű dokumentumfilm, filmelőzetesek, filmmel kapcsolatos hírek, meg nem jelent élő felvételek a Black Stones és a Trapnest együttesek zenei fellépéseiről és egy több szögből felvett változata a "Hitoiro" (一色; Hepburn: Hitoiro) videóklipnek Nakasima Mika előadásában).
2005. augusztus 26-án "Nana FM707" címmel egy promóciós DVD jelent meg, amin a film rendezője Ótani Kentaró egy interjú keretei közt válaszol a film kapcsán feltett kérdésekre, e mellett a film két főszereplője, az Ószaki Nanát alakító Nakasima Mika és a Komacu Nanát megszemélyesítő Mijazaki Aoi (宮﨑 あおい; Hepburn: Miyazaki Aoi) is kommentálja a film forgatásán szerzett tapasztalataikat, élményeiket.
2008. április 8-án a VIZ Pictures egyik leányvállalata, a Viz Media (teljes nevén Viz Media LLC.), egy amerikai japán szórakoztató cikkeket forgalmazó cég, amely elsősorban manga és anime kiadásairól ismert is kiadott a 2  DVD-ből álló szettet.

## Fogadtatás
A manga kelendősége és az anime népszerűsége jól megalapozta a filmadaptáció sikerességét, így az is hamar nagy rajongótábornak örvendezhetett.
A film több, mint 4 milliárd jent  – ami több, mint 33 millió amerikai dollárnak felel meg – termelt. A bevételi összeg nagysága miatt a film megjelenése után 8 hétig tartotta pozícióját a TOP 10-es filmbevételi listán.
A film főszereplőjét, az Ószaki Nanát játszó Nakasima Mikát 2 díjra is jelölte a Japán Filmakadémia, "A legjobb női főszereplő" és "Az év új feltörekvő színésze" kategóriákban.

## Érdekességek

### Szójáték
A történetben, mivel mind a két lánynak ugyanaz a keresztneve, Ószaki Nana előállt a megkülönböztetés céljából azzal az ötlettel, hogy Komacu Nanát Hacsinak becézze. Hacsi, a Hacsikó japán névből származó becenév. Hacsikó (ハチ公; Hepburn: Hachikō) egy Japánban híres akita kutyának volt a neve, aki egyes legendák szerint évekig várta haza gazdáját. Ószaki Nana erre a hasonlóságra mutat rá Komacu Nana és Hacsikó közt; mindkettejük rendkívül hűséges, ám tartásuk felelősségteljes és néha az ember agyára mennek. Ezeket a hasonlóságokat leszámítva, a szavak játékának is nevezhető ez a becenévadás. A Nana japán női név homonímája a japán nana (七; Hepburn: Nana) szónak, ami a 7-es számot jelenti. A Hacsi amellett, hogy Japánban elterjedt kedvelt kutyanév a Hachi (八; Hepburn: Hachi)  japán szó homonímája, ami a 8-as számot jelenti.

### Számmisztika
A filmben meglehetősen sokszor megjelenik a 7-es szám. A főcím, a két lány keresztneve, a közösen bérelt lakásuk száma a 707-es, amit 70 000 jenért bérelnek. Hacsi megszállottja a babonáknak, minden eseményt az Ördöghöz vagy a Jó szerencséhez köt. Japánban a numerológia elterjedt. A 7-es számhoz pozitív energiákat kapcsolnak, ahogyan a 8-ashoz is. Gyakori szokás az esküvőket a hónap ezen napjain, illetve júliusban és augusztusban tartani. Vannak olyan számok is, amikhez negatívumokat kapcsolnak. A 4-es szám egyik olvasata (四; Hepburn: Shi) azonos a halál (死; Hepburn: Shi) olvasatával, a 9-es egyik olvasata (九; Hepburn: Ku) pedig a szenvedéssel,fájdalommal azonosítható (苦; Hepburn: Ku) . Nana megszállottságát erősíti az az egybeesés, hogy a fejében elképzeld gonosz nőszemély neve megegyezik annak a lánynak a nevével, akivel barátja, Sódzsi megcsalja.

### Stílus
Jazava Ai Paradise Kiss (パラダイス・キス; Hepburn: Paradaiszu Kiszu) című mangájában a divat és a márka szerepe nem kevésbé volt hangsúlyos, mint karaktereinek drámaisága. Ez a Nanában is megfigyelhető, amiben a vagány, modern punk stílusú ruhák ötletét egyik személyes kedvenc divattervezőjének, Vivienne Westwood ruhadarabjai ihlettek. Ahogy a mangának, az animének és a filmnek is szerves része a zene, a szerelem, úgy Vivienne Westwood ikonikus, saját tervezésű darabjai is fontos részévé váltak mind a három műnek. Ilyen például a fülbevalókon, gyűrűkön, nyakláncokon és a Shin nyakában lógó brit országalmához hasonló gömb, ami a Szaturnusz bolygó gyűrűjével van kombinálva.

### Színészváltás
2006. nyarán kezdődtek a pletykák, hogy a Komacu Nanát alakító Mijazaki Aoi a film folytatásában nem fog szerepelni, a helyét a híres bikinimodell és színésznő Icsikava Jui (市川 由衣; Hepburn: Ichikawa Yui) veszi át. 2006. augusztus 3-án a pletykák tényekké váltak, a stáb bejelentette hivatalosan is, hogy Mijazaki Aoi helyét Icsikava Jui fogja átvenni. Ennek hátterében bizonytalan okok állnak. Egyes bennfentes források szerint Mijazaki Aoi és menedzsere is egy véleményt osztott arról, hogy a színésznő karrierjére rossz fényt vetne a folytatásba tervezett szexjelenet. Ezenkívül a Tóhó stúdió csak egy filmre kötött szerződést Mijazaki Aoival, mert a szerződés megkötésekor nem számítottak arra, hogy a film ennyire sikeres lesz. A színésznőt menedzselő cég nem támogatta azt sem, hogy a folytatás, inkább Ószaki Nanára fókuszálna, azaz Nakasima Mikának több képernyőidő jutna.
Macuda Rjúhei (松田 龍平; Hepburn: Matsuda Ryūhei), a Hondzsó Rent alakító színész is búcsút intett a stábnak hasonló szerződési okok miatt, mint Mijazaki Aoi. Helyét a nem kevésbé híres Kjó Nobu (姜 暢雄; Hepburn: Kyō Nobuo) vette át. A váltás az operatőri munkának köszönhetően nem volt feltűnő, mivel a jelenetek többségében háttal állt a kamerának vagy baseball sapka takarta az arcát.
Az első filmre szerződtetett színészek közül Macujama Kenicsitől (松山 ケンイチ; Hepburn: Matsuyama Ken'ichi) is búcsút vett a stáb. A rendező szerint a kora miatt nem volt megfelelő, a 15 éves Okazaki "Sin" Sinicsi szerepére. Emiatt ő helyette Hongó Kanatát (本郷 奏多; Hepburn: Hongō Kanata) szerződtették.